# Lincoln Township (comté de Clay, Iowa)
Pour les articles homonymes, voir Lincoln Township.
Lincoln Township est un township du comté de Clay, situé en Iowa, États-Unis. La population était de 260 habitants lors du recensement de 2000.

## Géographie
Lincoln Township couvre 93,9 km² du comté de Clay et comporte une ville, Rossie. Selon l'USGS, ce township contient 3 cimetières : Bethlehem Lutheran, Lincoln et Prairie Creek.